# Priapisme
Priapisme is het hebben van een zeer langdurige erectie van de penis, ook wanneer de persoon niet seksueel opgewonden is.
De naam is afgeleid van Priapus, de zoon van Aphrodite (de godin van de liefde) en Dionysos (de god van de wijn en de extase).

## Oorzaken
Priapisme kan worden veroorzaakt door verschillende ziekten en aandoeningen, de meest bekende zijn onder andere leukemie en sikkelcelanemie. Ook verschillende soorten medicijnen kunnen priapisme veroorzaken, waaronder penisinjecties tegen erectiestoornissen en antidepressiva. Het betreft onder andere injecties met het erectieopwekkende middel Androskat. Daarnaast kan overmatig gebruik van bepaalde (lustopwekkende) stoffen, zoals cantharidine, priapisme tot gevolg hebben.
Een vasculaire oorzaak is ook mogelijk, zoals vaatletsel opgelopen door een ongeluk priapisme veroorzaken kan (een val met de penis op een hard object).

## Verloop
Een priapisme is aanvankelijk slechts ongemakkelijk. Naarmate de tijd verstrijkt wordt het echter onaangenaam en pijnlijk. Er kan namelijk een hypoxie (zuurstoftekort) in de zwellichamen (corpora cavernosa) van de penis ontstaan waardoor het weefsel wordt beschadigd. Dit kan de penis zo ernstig beschadigen, dat daarna geen erectie meer mogelijk is. In het meest extreme geval leidt dit tot afsterven van de penis. Over de 'nog veilige' tijdsduur lopen de meningen uiteen. Bijvoorbeeld, de fabrikant van een injectie tegen erectiestoornissen waarschuwt dat doktersbehandeling na drie uur nodig is en urologen hanteren veelal een uiterste tijd van zes uur. Als de erectie pijnlijk wordt is het zeker belangrijk om direct hulp in te schakelen. De tijd waarna dit optreedt is persoonlijk en afhankelijk van de oorzaak, soms is dit pas na een uur of tien.

## Behandeling
De behandeling wordt mede bepaald door de oorzaak van het priapisme. In de meeste gevallen is het via een injectienaald laten afvloeien van bloed uit de zwellichamen de eerste keus. Doorgaans is dit voldoende om de penis te laten verslappen. Indien dit onvoldoende effect heeft kan overgegaan worden tot een toediening van adrenaline, fenylefrine of etilefrine (alle stresshormonen) door middel van een injectie in de penis.